# Königsbergs djurpark
Königsbergs djurpark är ett zoo som anlades år 1896 i stadsdelen Mittelhufen, Königsberg, Tyskland som sedan år 1946 är Kaliningrad, Ryssland. 
Djurparken anlades i före detta Hufen-Park och var ett av de få områden i Königsberg som undkom större skador under andra världskriget.  
Enbart fyra djur i djurparken överlevde andra världskriget, vilket var en apa, en grävling, en kronhjort och en flodhäst vid namn Hans som dog år 1956.